# Franco Tongya
Franco Daryl Tongya Heubang, genannt Franco Tongya (* 13. März 2002 in Turin) ist ein italienisch-kamerunischer Fußballspieler.

## Karriere
Tongya begann seine fußballerische Karriere bei Brandizzo, einem Amateurklub in Italien. 2009 wechselte er in die Jugendabteilung von Juventus Turin. Mit der U15 gewann er 2016/17 die U15-Meisterschaft in Italien. 2017/18 machte er seine ersten Spiele für die U17 in der B-Junioren-Meisterschaft. 2018/19 gehörte er zum Stammpersonal der U17 und spielte bereits zweimal für die U19 in der Youth League. Zur Saison 2019/20 stieg er endgültig in den Kader der U19 auf und schoss bereits ein Tor in der Youth League gegen Real Madrid. Am 28. September 2020 (1. Spieltag) gab Tongya sein Profidebüt, als er unter Lamberto Zauli in der Serie C für die zweite Mannschaft gegen die SSD Pro Sesto zum Einsatz kam.
Ende Januar 2021 wechselte Tongya in einem acht-Millionen-Euro-Tauschgeschäft gegen Marley Aké zu Olympique Marseille in die Ligue 1. Bisher kam er in der Saison 2020/21 jedoch, neben weiteren Einsätzen in der Serie C, nur einmal in der National 2 für die Amateure zum Einsatz. In der Saison 2021/22 kam er auch nur zu Einsätzen in der Reservemannschaft Marseilles, für die er aber immerhin vier Tore schoss.
Zur Saison 2022/23 wechselte Tongya nach Dänemark zum Odense BK. Nach einer zwischenzeitlichen Leihe nach Zypern kehrte Tongya im Sommer 2024 nach Italien zurück und schloss sich der US Salernitana an.

### Nationalmannschaft
Tongya nahm unter anderem mit der U17 Italiens an der U17-EMK 2019 teil, welche man als Zweiter hinter der Niederlande abschloss. Ein halbes Jahr später schied er mit seinem Team bei der WM 2019 im Achtelfinale gegen Brasilien aus. Des Weiteren spielte Tongya bislang für alle Juniorenteams von der U16 bis zur U20.

## Erfolge
Verein
- Italienischer U15-Meister: 2017

Nationalmannschaft
- Vize-U17-Europameister: 2019